# Бенни и Джун
«Бенни и Джун» (англ. Benny & Joon) — американский кинофильм режиссёра  Джеремайи С. Чечика 1993 года выпуска с Джонни Деппом, Мэри Стюарт Мастерсон и Эйданом Куинном в главных ролях.

## Сюжет
Бенни и Джун — брат с сестрой. Бенни — приятный молодой человек, он работает механиком. Джун же больна шизофренией, и за ней требуется постоянный присмотр, потому что она всегда хочет что-нибудь поджечь.
Джун знакомится с Сэмом. Сэм обаятелен, но немножко странноват, и Джун к нему тянется. Они влюбляются друг в друга. Когда об этом узнаёт Бенни, это ему сильно не нравится.

## В ролях
- Джонни Депп — Сэм
- Мэри Стюарт Мастерсон — Джун Перл
- Эйдан Куинн — Бенджамин «Бенни» Перл
- Джулианна Мур — Рути
- Оливер Платт — Эрик
- Си Си Эйч Паундер — Доктор Гарви
- Дэн Хедайя — Томас
- Джо Грифази — Майк
- Уильям Х. Мэйси — Рэнди
- Лиэн Александра Кертис — Клаудиа

## Съёмочная группа
- Режиссёр: Джеремайя С. Чечик
- Авторы сценария: Бэрри Бермэн и Лесли Мак Нил
- Оператор: Джон Шварцман
- Монтаж: Кэрол Литтлтон
- Продюсеры: Сьюзан Арнольд и Донна Рот
- Композитор: Рэйчел Портман